# هانتساویچی
هانتساویچی (به لاتین: Hantsavichy) یک منطقهٔ مسکونی در بلاروس است که در Hancavičy District واقع شده‌است. هانتساویچی ۱۴٬۰۴۳ نفر جمعیت دارد.